# Halové mistrovství Evropy v atletice 2009 – běh na 400 metrů mužů
Běh na 400 metrů mužů na halovém mistrovství Evropy v atletice 2009 se konalo v italském Turíně ve dnech 6. března až 8. března 2009; dějištěm soutěže byla hala Oval Lingotto. Ve finálovém běhu zvítězil reprezentant Švédska Johan Wissman.
Petr Szetei byl vyřazen v rozběhu, když časem 48,03 obsadil ve svém běhu 4. místo a celkově skončil 23. ze 27 startujících. Postupový klíč do semifinále byl 2 první + 2 časem, přičemž k postupu na čas nakonec stačil výkon 47,24. Favorizovaný David Gillick, obhájce zlata z předchozích dvou šampionátů,  vypadl v semifinále, když příliš těsným obíháním soupeře v zatáčce zapříčinil vlastní klopýtnutí a následný pád.
| Umístění         | Sportovec            | Čas      |
| ---------------- | -------------------- | -------- |
| Zlatá medaile    | Johan Wissman        | 45,89 WL |
| Stříbrná medaile | Claudio Licciardello | 46,32    |
| Bronzová medaile | Ioan Vieru           | 46,54 SB |
| 4.               | Clemens Zeller       | 46,62    |
| 5.               | Richard Buck         | 46,93    |
| 6.               | Matteo Galvan        | 48,23    |